# National Catholic Reporter
El National Catholic Reporter (NCR) es un periódico quincenal independiente católico que se publica desde octubre de 1964 en los Estados Unidos. Circula en los Estados Unidos y en otros noventa y seis países en seis continentes. 

## Generalidades
Con sede en Kansas City, Misuri, el NCR fue fundado por Robert Hoyt en 1964 como periódico independiente dedicado a los temas de actualidad de la Iglesia católica.
El NCR es generalmente considerado como más progesista que otros periódicos católicos de Estados Unidos. Algunos consideran que la publicación no está en total comunión con la Iglesia debido a su oposición a las enseñanzas sobre anticonceptivos, celibato y otros temas relacionados con la moralidad sexual. Ha tomado una fuerte postura apoyando a la no violencia, la justicia social y la integridad del medio ambiente, y se postula como una medio para expresar puntos en desacuerdo con la Iglesia. 
Ha obtenido el premio a la Excelencia (General Excellence award) entregado por la Asociación de Prensa Católica (Catholic Press Association) en la categoría de publicaciones de noticias nacional desde 2000 hasta 2006.
Algunos de los escritores conocidos que publican en el periódico incluye a Joan Chittister, el Obispo Thomas Gumbleton, y John L. Allen, Jr..